# Helmut Jagielski
Helmut Jagielski (ur. 13 marca 1934 w Wattenscheid, zm. 25 grudnia 2002 w Bremie) – niemiecki piłkarz grający na pozycji obrońcy, trener.

## Kariera piłkarska

### Schalke Gelsenkirchen
Urodzony w dzielnicy Wattenscheid (obecnie dzielnica Bochum) – Leithe, Helmut Jagielski karierę piłkarską rozpoczął w 1944 roku w juniorach RW Leithe. W 1950 roku przeniósł się do juniorów Schalke Gelsenkirchen, gdzie jego talent odkrył Otto Tibulski. W 1952 roku dołączył do seniorskiej drużyny Królewsko-Niebieskich, w której zadebiutował w sezonie 1952/1953 jako napastnik i lewoskrzydłowy, 12 października 1952 roku w przegranym 4:0 meczu wyjazdowym, w którym grał z takimi zawodnikami, jak m.in.: Günter Brocker, Hermann Eppenhoff, Bernhard Klodt. Pierwsze dwa gole dla swojej drużyny zdobył 14 grudnia 1952 roku w wygranym 4:1 meczu wyjazdowym z Schwarz-Weiß Essen. W sezonie 1954/1955 dotarł do finału Pucharu Niemiec, w którym Królewsko-Niebiescy przegrali 3:2 z SC Karlsruher na Eintracht-Stadion w Brunszwiku.
W sezonie 1957/1958 z powodu kontuzji kolana, która wykluczyła go z udziału w rundzie finałowej mistrzostw Niemiec (Królewsko-Niebiescy wygrało te rozgrywki) oraz w mistrzostwach świata 1958 w Szwecji, rozegrał zaledwie 13 meczów ligowych. Do gry wrócił podczas meczów w Pucharze Europy, w którym Królewsko-Niebiescy dotarli do ćwierćfinału oraz grali odpowiednio: z duńskim KB (0:3, 5:2, 3:1), z angielskim Wolverhampton Wanderers (2:2, 2:1) oraz z hiszpańskim Atlético Madryt (0:3, 1:1). Z klubu odszedł po sezonie 1960/1961, w którym rozegrał 18 meczów ligowych, w których zdobył 5 goli. Ostatni mecz w klubie rozegrał 13 maja 1961 roku w wygranym 7:0 meczu domowym z Duisburger SV, w którym zdobył hat tricka. Łącznie w latach 1952–1961 w barwach Królewsko-Niebieskich rozegrał 156 meczów ligowych, w których zdobył 28 goli.

### Werder Brema
Następnym klubem w karierze Jagielskiego była Werder Brema, z którą już 13 września 1961 roku świętował triumf w Pucharze Niemiec, w którym Zielono-Biali prowadzeni przez trenera Georga Knöpflego wygrali w finale 2:0 z FC Kaiserslautern rozegranym na Glückauf-Kampfbahn w Gelsenkirchen, w którym Jagielski zdobył w 52. minucie gola. W sezonie 1961/1962 oraz 1962/1963 zdobył z klubem wicemistrzostwo Oberligi północnej. W sezonie 1961/1962 dotarł ze swoim klubem do ćwierćfinału Pucharu Zdobywców Pucharów, w którym odpowiednio z duńskim Aarhus GF (2:0, 3:2) oraz z hiszpańskim Atlético Madryt (1:1, 1:3). Łącznie w Oberlidze północnej w barwach Zielono-Białych rozegrał 53 mecze, w których zdobył 3 gole. Następnie Werder Brema przystąpiła do nowo utworzonej Bundesligi, w której w sezonie 1964/1965 pod wodzą trenera Williego Multhaupa niespodziewanie zdobyła mistrzostwo Niemiec dzięki dużej zasłudze betonowej gry obrony klubu, która pod dowództwem Jagielskiego straciła tylko 29 goli. Jako były napastnik i technik nie zawsze był w stanie stłumić filigranową grę i nie tylko brutalnie wypychał piłki poza strefę zagrożenia, ale był również nazywany Bratem lekkich stóp. Tak naprawdę był raczej pierwszym figlarnym libero w Bundeslidze. Ostatni mecz w Bundeslidze rozegrał 3 czerwca 1967 roku w przegranym 4:1 meczu domowym z FC Köln. Po sezonie 1966/1967 oraz rozegraniu 64 meczów w Bundeslidze Helmut Jagielski w wieku 33 lat zakończył piłkarską karierę.
W trakcie kariery sportowej zyskał pseudonim Jaggel.

## Kariera reprezentacyjna
Helmut Jagielski był powoływany przez selekcjonera reprezentacji RFN – Seppa Herbergera do reprezentacji RFN U-23 oraz do reprezentacji RFN B, które prowadził. W reprezentacji RFN U-23 swój jedyny mecz rozegrał 19 grudnia 1956 roku w Liège w wygranym 3:2 meczu towarzyskim z reprezentacją Belgii U-23, natomiast w reprezentacji RFN B swój jedyny mecz rozegrał 27 marca 1957 roku w Monachium w zremisowanym 3:3 meczu towarzyskim z reprezentacją Holandii B.

## Statystyki

### Reprezentacyjne
| Reprezentacja | Rok     | Mecze | Gole |
| ------------- | ------- | ----- | ---- |
| RFN U-23      | 1956    | 1     | 0    |
| Łącznie       | Łącznie | 1     | 0    |
| RFN B         | 1957    | 1     | 0    |
| Łącznie       | Łącznie | 1     | 0    |

| Mecze w reprezentacji | Mecze w reprezentacji | Mecze w reprezentacji | Mecze w reprezentacji | Mecze w reprezentacji | Mecze w reprezentacji | Mecze w reprezentacji |
| Lp.                   | Data                  | Miasto                | Przeciwnik            | Wynik                 | Rozgrywki             | Uwagi                 |
| RFN U-23              | RFN U-23              | RFN U-23              | RFN U-23              | RFN U-23              | RFN U-23              | RFN U-23              |
| --------------------- | --------------------- | --------------------- | --------------------- | --------------------- | --------------------- | --------------------- |
| 1.                    | 19.12.1956            | Liège                 | Belgia U-23           | 3:3                   | Towarzyski            | 90'                   |
| RFN B                 |                       |                       |                       |                       |                       |                       |
| 1.                    | 27.03.1957            | Monachium             | Holandia B            | 3:2                   | Towarzyski            | 90'                   |

## Sukcesy

### Zawodnicze
Schalke Gelsenkirchen
- Mistrzostwo Niemiec: 1958
- Finał Pucharu Niemiec: 1955

Werder Brema
- Mistrzostwo Niemiec: 1965
- Puchar Niemiec: 1961
- Wicemistrzostwo Oberligi północnej: 1962, 1963

## Po zakończeniu kariery
Helmut Jagielski po zakończeniu kariery piłkarskiej zajął się biznesem. Przez kilka lat prowadził klubową restaurację Werderu Brema, a także pracował jako trener w amatorskich klubach: Delmenhorst, SV Blumenthaler, w amatorskiej drużynie Werderu Brema, a także w latach 1979–1980 prowadził drużynę rezerw Werderu Brema.

## Życie prywatne
Helmut Jagielski był żonaty z córką piłkarza Schalke Gelsenkirchen – Ernsta Kalwitzkiego. Zmarł 25 grudnia 2002 w Bremie w wieku 68 lat.